# Campeonato Mundial de Triatlón Campo a Través
El Campeonato Mundial de Triatlón Campo a Través es la máxima competición de triatlón campo a través. Es organizado desde 2011 por la Unión Internacional de Triatlón.

## Ediciones
| N.º  | Año  | Sede                | País           |
| ---- | ---- | ------------------- | -------------- |
| I    | 2011 | Guijo de Granadilla | España         |
| II   | 2012 | Pelham              | Estados Unidos |
| III  | 2013 | La Haya             | Países Bajos   |
| IV   | 2014 | Zittau              | Alemania       |
| V    | 2015 | Cerdeña             | Italia         |
| VI   | 2016 | Snowy Mountain      | Australia      |
| VII  | 2017 | Penticton           | Canadá         |
| VIII | 2018 | Fionia              | Dinamarca      |
| IX   | 2019 | Pontevedra          | España         |
| X    | 2021 | Guijo de Granadilla | España         |
| XI   | 2022 | Târgu Mureș         | Rumania        |
| XII  | 2023 | Ibiza               | España         |
| XIII | 2024 | Townsville          | Australia      |
| XIV  | 2025 | Pontevedra          | España         |

## Palmarés

### Masculino
| N.º  | Año  | Sede                            | Oro                        | Plata                          | Bronce                        |
| ---- | ---- | ------------------------------- | -------------------------- | ------------------------------ | ----------------------------- |
| I    | 2011 | Guijo de Granadilla · ( España) | Conrad Stoltz Sudáfrica    | Seth Wealing Estados Unidos    | Olivier Marceau · Suiza       |
| II   | 2012 | Pelham ( Estados Unidos)        | Conrad Stoltz Sudáfrica    | Craig Evans Estados Unidos     | Christopher Legh Australia    |
| III  | 2013 | La Haya · ( Países Bajos)       | Conrad Stoltz Sudáfrica    | Rubén Ruzafa · España          | Brice Daubord Francia         |
| IV   | 2014 | Zittau · ( Alemania)            | Rubén Ruzafa · España      | Josiah Middaugh Estados Unidos | Braden Currie Nueva Zelanda   |
| V    | 2015 | Cerdeña · ( Italia)             | Rubén Ruzafa · España      | Francisco Serrano · México     | Sam Osborne Nueva Zelanda     |
| VI   | 2016 | Snowy Mountain ( Australia)     | Rubén Ruzafa · España      | Josiah Middaugh Estados Unidos | Braden Currie Nueva Zelanda   |
| VII  | 2017 | Penticton · ( Canadá)           | Francisco Serrano · México | Rubén Ruzafa · España          | Kyle Smith Nueva Zelanda      |
| VIII | 2018 | Fionia ( Dinamarca)             | Rubén Ruzafa · España      | Sam Osborne Nueva Zelanda      | Brice Daubord Francia         |
| IX   | 2019 | Pontevedra · ( España)          | Arthur Forissier Francia   | Rubén Ruzafa · España          | Lukáš Kočař · República Checa |
| X    | 2021 | Guijo de Granadilla · ( España) | Arthur Serrieres Francia   | Arthur Forissier Francia       | Rubén Ruzafa · España         |
| XI   | 2022 | Târgu Mureș · ( Rumania)        | Arthur Serrieres Francia   | Felix Forissier Francia        | Arthur Forissier Francia      |
| XII  | 2023 | Ibiza · ( España)               | Felix Forissier Francia    | Lukáš Kočař · República Checa  | Arthur Forissier Francia      |
| XIII | 2024 | Townsville ( Australia)         | Michele Bonacina · Italia  | Sam Osborne Nueva Zelanda      | Benjamin Forbes Australia     |
| XIV  | 2025 | Pontevedra · ( España)          | Félix Forissier Francia    | Arthur Serrières Francia       | Kevin Viñuela · España        |

### Femenino
| N.º  | Año  | Sede                            | Oro                               | Plata                               | Bronce                                |
| ---- | ---- | ------------------------------- | --------------------------------- | ----------------------------------- | ------------------------------------- |
| I    | 2011 | Guijo de Granadilla · ( España) | Melanie McQuaid · Canadá          | Shonny Vanlandingham Estados Unidos | Emma Garrard Estados Unidos           |
| II   | 2012 | Pelham ( Estados Unidos)        | Lesley Paterson Reino Unido       | Melanie McQuaid · Canadá            | Carla Van Huyssteen Sudáfrica         |
| III  | 2013 | La Haya · ( Países Bajos)       | Helena Erbenová · República Checa | Lesley Paterson Reino Unido         | Chantell Widney · Canadá              |
| IV   | 2014 | Zittau · ( Alemania)            | Kathrin Müller · Alemania         | Flora Duffy Bermudas                | Helena Erbenová · República Checa     |
| V    | 2015 | Cerdeña · ( Italia)             | Flora Duffy Bermudas              | Bárbara Riveros · Chile             | Brigitta Poór · Hungría               |
| VI   | 2016 | Snowy Mountain ( Australia)     | Flora Duffy Bermudas              | Bárbara Riveros · Chile             | Suzanne Snyder Estados Unidos         |
| VII  | 2017 | Penticton · ( Canadá)           | Melanie McQuaid · Canadá          | Jacqueline Allen Reino Unido        | Ladina Buss · Suiza                   |
| VIII | 2018 | Fionia ( Dinamarca)             | Lesley Paterson Reino Unido       | Nicole Walters Reino Unido          | Eleonora Peroncini · Italia           |
| IX   | 2019 | Pontevedra · ( España)          | Eleonora Peroncini · Italia       | Jacqueline Allen Reino Unido        | Nicole Walters Reino Unido            |
| X    | 2021 | Guijo de Granadilla · ( España) | Loanne Duvoisin · Suiza           | Sandra Mairhofer · Italia           | Aneta Grabmüllerová · República Checa |
| XI   | 2022 | Târgu Mureș · ( Rumania)        | Sandra Mairhofer · Italia         | Marta Menditto · Italia             | Solenne Billouin Francia              |
| XII  | 2023 | Ibiza · ( España)               | Sandra Mairhofer · Italia         | Loanne Duvoisin · Suiza             | Alizée Paties Francia                 |
| XIII | 2024 | Townsville ( Australia)         | Marta Menditto · Italia           | Romy Spoelder · Países Bajos        | Maeve Kennedy Australia               |
| XIV  | 2025 | Pontevedra · ( España)          | Alizée Patiès Francia             | Marina Muñoz · España               | Bárbara Riveros · Chile               |

## Medallero histórico
- Actualizado hasta Pontevedra 2025 (prueba élite individual).[1]

| Núm. | País            | Oro | Plata | Bronce | Total |
| ---- | --------------- | --- | ----- | ------ | ----- |
| 1    | Francia         | 6   | 3     | 6      | 15    |
| 2    | Italia          | 5   | 2     | 1      | 8     |
| 3    | España          | 4   | 4     | 2      | 10    |
| 4    | Sudáfrica       | 3   | 0     | 1      | 4     |
| 5    | Reino Unido     | 2   | 4     | 1      | 7     |
| 6    | Canadá          | 2   | 1     | 1      | 4     |
| 7    | Bermudas        | 2   | 1     | 0      | 3     |
| 8    | República Checa | 1   | 1     | 3      | 5     |
| 9    | Suiza           | 1   | 1     | 2      | 4     |
| 10   | México          | 1   | 1     | 0      | 2     |
| 11   | Alemania        | 1   | 0     | 0      | 1     |
| 12   | Estados Unidos  | 0   | 5     | 2      | 7     |
| 13   | Nueva Zelanda   | 0   | 2     | 4      | 6     |
| 14   | Chile           | 0   | 2     | 1      | 3     |
| 15   | Hungría         | 0   | 1     | 0      | 1     |
| 16   | Australia       | 0   | 0     | 3      | 3     |
| 17   | Hungría         | 0   | 0     | 1      | 1     |
|      | TOTAL           | 28  | 28    | 28     | 84    |